# 文玉
文玉（1821年—？年），字蘧叔，号蘊章、式如，高佳氏，滿洲鑲黃旗人。清朝官员，进士出身。

## 生平
道光二十年（1840）庚子举人，道光二十七年（1847）丁未科进士。咸豐七年（1857年），任廣東省高州府知府，后任潮州府知府、广州府知府、护理廣東高廉道。

## 家庭
- 太高祖高述明，甘肃涼州镇總兵。胞弟大学士高斌。
- 高祖高誠，任湖北按察使、長蘆鹽政。妻趙氏（又兆佳氏，胞兄内务府正黄旗满洲、乾隆四年（1739年）己未科進士趙德昌 (乾隆進士)，父三等侍卫、护军参领哈爾敏）。胞弟文华殿大学士高晋。胞妹高佳氏，系正蓝旗汉军、道光庚戌（1850）进士胡氏吉惠 (道光进士)的高祖母，吉惠的嫡堂兄增祿与文玉进士同榜。
- 曾祖廷麟，乾隆十八年（1753）癸酉科举人（时隶镶黄旗满洲博尔奔查佐领下，载《钦定八旗通志：文举》），官盐运使。妻孙氏（又徐氏一说）（胞兄内务府正黄旗汉军、乾隆二十八年（1763年）癸未科进士祥慶，时隶内务府正黄旗包衣花尚阿管领下，《钦定八旗通志：进士》错记为“乾隆二十五年庚辰科”；父内务府郎中兼蘇州織造、两淮盐政普福）。胞兄廷佩，慶安。
- 祖良禧，上谕处行走。原配妻王氏（父鑲紅旗漢軍、乾隆丁卯科舉人、河東河道總督王秉韜（字含谿，修乾隆四十五年（1780）版《五台县志》、乾隆版山西《保德州志》、云南《霑益州志》；乾隆四十三年重修五台县广济寺，四十四年作《重修广济寺碑》，记述“栋宇插云，斗拱焕日”；《清史稿：列傳一百四十七》卷360有传），祖父鑲黃旗漢軍副都統王士儀）。继妻瓜爾佳氏（父尚德，祖父舒通阿）。
  - 胞兄良瑞，其女高佳氏嫁宗室伯顯（父宗室豐順，先祖肅勤親王蘊著）。
  - 胞兄良慧，其女高佳氏继配嫁宗室奕繕（父多羅貝勒綿偲，祖父成哲親王永瑆即乾隆帝第十一子）。
- 父嘉慶十四年（1809年）己巳恩科进士景綸，河南信陽州知州[4]。胞弟道光十二年（1832年）壬辰恩科进士世綸。
- 嫡妻額哲特氏（父正黃旗蒙古柏成，胞叔署理兩廣總督柏貴）。继妻愛新覺羅氏（父宗室蘇藩，先祖禮烈親王代善；母烏雅氏，其父正黃旗滿洲景亮，祖父乾隆辛未科進士穆丹，曾祖云贵总督碩色）。二继妻鄭佳氏（父正蓝旗满洲包衣、安徽按察使文麟，祖父正白旗漢軍副都統松長；胞叔道光九年（1829年）己丑科進士錫麟（道光进士），其妻瓜爾佳氏（胞兄镶红旗满洲、道光十八年（1838年）戊戌科进士蘇清阿）；胞姊鄭佳氏，嫁宗室永義，其父宗室弘超，祖父諴恪親王允祕即康熙帝第二十四子）。